# 安塔班巴
安塔班巴（西班牙語：Antabamba），是秘魯的城鎮，位於該國南部阿普里馬克大區，是安塔班巴省的首府，海拔高度3,636米，2005年人口1,972，該地區蘊藏大量天然資源如金、銀、鐵和銅。
14°22′26″S 72°53′18″W / 14.37389°S 72.88833°W